# Emmerich Joseph Otto von Hettersdorf
Emmerich Joseph Otto Johann Philipp Heinrich Valentin von Hettersdorf (* 20. Oktober 1766 in Volkach; † 7. April 1830 in Aschaffenburg) war Domherr in den Kapiteln von Mainz, Speyer und Würzburg, wurde nach der Säkularisation Hauptmann und später bayerischer Kammerherr. Er tat sich als Komponist von Liedern für Singspiele hervor.

## Leben und Wirken
Emmerich Joseph Otto von Hettersdorf wurde im Jahr 1766 in der Amtsstadt Volkach geboren, die Teil des Hochstifts Würzburg war. Der Vater des Niederadeligen war wohl Franz Philipp Ernst von Hettersdorf, der als würzburgischer Amtmann in Volkach residierte. Die Mutter war Eleonora Susanne von Riedesel zu Eisenbach. Die Familie stellte bereits seit dem 14. Jahrhundert immer wieder Mitglieder in den Domkapiteln von Mainz, Würzburg und Fulda. Emmerich Joseph Otto wurde ebenfalls für eine geistliche Laufbahn tonsuriert. Er stieg zum Domherrn in Mainz, Speyer und Würzburg auf.
So wurde von Hettersdorf am 15. Oktober 1777 zum Domizellar im Würzburger Kollegiatsstift St. Burkard aufgeschworen. Mit der Stelle war eine Präbende auf das Domkapitel verbunden. Ebenso verfuhr er in Bruchsal, das in der Diözese Speyer lag. Im Jahr 1781 immatrikulierte sich Emmerich Joseph Otto in der Bamberger Hochschule. Anschließend setzte er sein Studium wohl in Mainz fort, wo er 1785 im Fach Rechtskunde eingeschrieben ist. In Mainz erhielt er auch die Möglichkeit, das Studium im Jahr 1786 in Erfurt fortzusetzen. Letztmals tauchte er 1798 als Domherr in Mainz und Würzburg auf.
Mit dem Ende der geistlichen Territorien im Zuge der Säkularisation in den Jahren 1802/1803 verloren viele der Geistlichen ihr Amt. Hettersdorf resignierte auf den geistlichen Stand und wurde Regierungs- und Hofgerichtsrat in Mainz, wobei er später sogar zum Oberamtmann von Krautheim an der Jagst aufstieg. Im Jahr 1814 verpflichtete sich Hettersdorf zur Landwehr des Großherzogtums Würzburg, wo er als Hauptmann in Aschaffenburg nachweisbar ist. Mit anderen Spessarter Freiwilligen wurde er noch im selben Jahr nach Frankreich eingezogen. Nach der Auflösung des Großherzogtums wurde er kurzzeitig Grenadierhauptmann im Königreich Bayern.
Hettersdorf stieg noch im Jahr 1814 zu einem Kammerherr des bayerischen Königs auf. Erstmals ist er im Jahr 1802 außerdem als Komponist nachweisbar. Dabei arbeitete Hettersdorf vor allem an Klavier- und Gesangsstücken. So entstand um 1803 während eines Aufenthalts am Leining’schen Hofes in Amorbach ein Stück für das von Helmina von Chézy geschriebene Singspiel „Eginhard und Emma“, das als Geschenk dem Mainzer Kurfürsten Karl Theodor von Dalberg überreicht wurde. Emmerich Joseph Otto von Hettersdorf starb am 7. April 1830 in Aschaffenburg.

## Werke (Auswahl)
- Eginhard und Emma. o. O. 1803.
- Monolog aus Toni mit Begleitung des Pianoforte. Nach Theodor Körner. Mainz 1817.
- Feodore. o. O. 1820.[4]